# Station Hijum
Hijum (Hu) was een stopplaats aan de voormalige spoorlijn Leeuwarden - Anjum. De stopplaats van Hijum werd geopend op 22 april 1901 en gesloten op 1 december 1940.
Dit station is gebouwd naar het stationsontwerp met de naam Standaardtype NFLS, die werd gebruikt voor verschillende spoorwegstations van de Noord-Friesche Locaalspoorweg-Maatschappij. Het station Hijum viel binnen het type NFLS halte 3e klasse.
Het station bevindt zich aan de Loane 5 in Hijum. Ook is het stationsnaambord teruggeplaatst